# Tennessee Titans 2001
La stagione 2000 dei Tennessee Titans è stata la 32ª della franchigia nella National Football League, la 42ª complessiva La squadra vinse solo 7 gare, mancando i playoff per la prima volta dal 1998. Dopo avere terminato le due stagioni precedenti con un record di 13-3, il coordinatore difensivo Gregg Williams fu assunto come capo-allenatore dei Buffalo Bills. L'addio di Williams contribuì alla stagione negativa della squadra, che passò dall'essere la seconda difesa della lega in termini di punti subiti, alla venticinquesima.

## Calendario
| Stagione regolare |                         |                    |                    |            |
| Turno             | Avversario              | Risultato          | TV                 | Ora (CT)   |
| 1                 | Miami Dolphins          | V 23–31            | ESPN               | 7:30PM CT  |
| 2                 | at Jacksonville Jaguars | S 6–13             | CBS                | 12:00PM CT |
| 3                 | Settimana di pausa      | Settimana di pausa | Settimana di pausa |            |
| 4                 | at Baltimore Ravens     | S 7–26             | CBS                | 12:00PM CT |
| 5                 | Tampa Bay Buccaneers    | V 31–28            | FOX                | 12:00PM CT |
| 6                 | at Detroit Lions        | V 27–24            | CBS                | 12:00PM CT |
| 7                 | at Pittsburgh Steelers  | S 7–34             | ABC                | 8:00PM CT  |
| 8                 | Jacksonville Jaguars    | V 28–24            | CBS                | 12:00PM CT |
| 9                 | Baltimore Ravens        | S 10–16            | ABC                | 8:00PM CT  |
| 10                | at Cincinnati Bengals   | V 20–7             | CBS                | 12:00PM CT |
| 11                | Pittsburgh Steelers     | S 24–34            | CBS                | 12:00PM CT |
| 12                | at Cleveland Browns     | V 31–15            | CBS                | 12:00PM CT |
| 13                | at Minnesota Vikings    | S 24–42            | CBS                | 12:00PM CT |
| 14                | Green Bay Packers       | V 26–20            | FOX                | 3:15PM CT  |
| 15                | at Oakland Raiders      | V 13–10            | ABC                | 7:00PM CT  |
| 16                | Cleveland Browns        | S 38–41            | CBS                | 12:00PM CT |
| 17                | Cincinnati Bengals      | S 21–23            | CBS                | 12:00PM CT |

## Classifiche
| (1) Pittsburgh Steelers | 13 | 3  | 0 | .813 | 352 | 212 | V1 |
| (5) Baltimore Ravens    | 10 | 6  | 0 | .625 | 303 | 265 | V1 |
| Cleveland Browns        | 7  | 9  | 0 | .438 | 285 | 319 | S1 |
| Tennessee Titans        | 7  | 9  | 0 | .438 | 336 | 388 | S2 |
| Jacksonville Jaguars    | 6  | 10 | 0 | .375 | 294 | 286 | S2 |
| Cincinnati Bengals      | 6  | 10 | 0 | .375 | 226 | 309 | V2 |

Fonte: